# Yeprem Khan

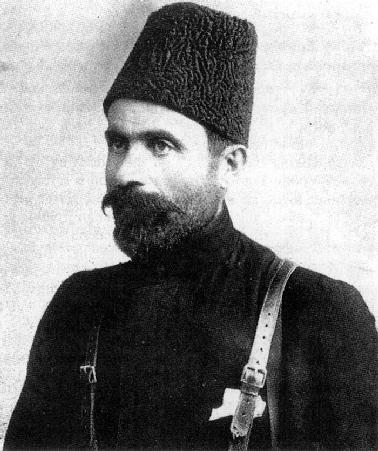

Yeprem Khan (Barsum, 1868-1912), nacido con el nombre de Yeprem Davidián, fue un activista armenio dashnak, personaje clave de la Revolución constitucional iraní.

## Biografía
Nacido en 1868 en la localidad de Barsum, gobernación de Elizavétpol del Imperio ruso, fue deportado a Siberia debido a su activismo antizarista. Conseguiría escapar y llegar a Irán.
Khan, que trabajó de fabricante de ladrillos, ejerció de líder militar durante la Revolución constitucional iraní; en 1910 sería nombrado jefe de la policía de Teherán. Falleció en combate en 1912 en la región de Kermanshah.